# Oracle Warehouse Builder
Pour les articles homonymes, voir OWB.
Oracle Warehouse Builder, dont le sigle est OWB, est un outil décisionnel édité par Oracle Corporation qui sert à créer des procédés d'extraction / transformation destinés à récupérer des données provenant de bases de données opérationnelles et les envoyer vers un datawarehouse. 